# Meurcourt
Meurcourt is een gemeente in het Franse departement Haute-Saône (regio Bourgogne-Franche-Comté) en telt 310 inwoners (2011). De plaats maakt deel uit van het arrondissement Lure.

## Geografie
De oppervlakte van Meurcourt bedraagt 12,1 km², de bevolkingsdichtheid is 25,6 inwoners per km².
De onderstaande kaart toont de ligging van Meurcourt met de belangrijkste infrastructuur en aangrenzende gemeenten.

## Demografie
Onderstaande figuur toont het verloop van het inwonertal (bron: INSEE-tellingen).